# 機織る乙女
『機織る乙女』（はたおるおとめ）は、萩原朔太郎が作曲したマンドリン独奏曲。英題は A Weaving Girl。
1960年（昭和35年）11月7日に、朔太郎直弟子の藤沢林太郎によって群馬会館にて初演された。